# إيتشميلار
إيتشميلار (بالتركية: İçmeler) مدينة وبلدية خاصة بنفسها لا تتبعها مدن أخرى، ومنتجع سياحي تركي شهير، وهي مُحاطة من ثلاث جهات بغابات الصنوبر وتقع على بعد 8 كيلومترات من مارماريس جنوباً على نفس الخليج، ويبلغ تعداد سكانها حوالي 9600 نسمة.
يقع خليج إيتشميلير عند «شبه جزيرة داتشا» (بالتركية: Datça Yarımadası).

## التسمية
اسمها يأتي من «مياه الشرب العذبة» الشهيرة والطبية، فكلمة (بالتركية: İçme) معناها «مَاء عَذْب»  واللاحقة (ler) تُفيد الجمع، فمعنى إيتشميلار معناه «مياه الشرب العذبة».

## الموقع
تقع مدينة وبلدية إيتشميلار ومدينة مرماريس في نفس الخليج.
يقع خليج إيتشميلير عند «شبه جزيرة داتشا» (بالتركية: Datça Yarımadası).
يُقابل مدينة إيتشميلار مباشرة عبر الخليج ميناء مرماريس المزدحم، والذي يعطي أيضا اسمه إلى المنطقة. مرمرة (merme تاريخيا) هو اسم للرخام، والتي لديها تركيا في وفرة.

## الرياضة
تشهد هذه القرية الواقعة على ساحل الريفيرا التركية كمية متزايدة من مرافق الرياضات المائية مثل ممارسة الغوص، والتزلج على الماء وغيره، كجزء من السياحة المتزايدة.
يمكن ممارسة رياضة المشي لمسافات طويلة (بالإنجليزية: Hiking) على الجبال ذات الإطلالات الرائعة على المنطقة، وتلك الرياضة منتشرة هناك وتحظى بشعبية كبيرة. 

## الاقتصاد والسياحة
كانت إيتشميلار حتى وقت قريب قرية صيادي أسماك وغواصي إسفنج.
تطورت المدينة بسرعة كبيرة على مدار الخمسة عشر عامًا الماضية، وتنتشر فيها سبل الإقامة وغيرها من المرافق السياحية في جميع أنحائها.
تطورت المدينة سياحياً من كونها جاذبة للسياح الذين يبحثون عن بديل أكثر هدوءا من مرماريس الصاخبة والأكثر تطوراً سياحياً، والكثير من أولئك السياح يعودون إلى إيتشميلار سنويا.
الحياة الليلية هادئة وشحيحة إلى حد ما في إيتشميلار. تتميز المطاعم عادة بالموسيقى الحية والعروض والأعمال حتى منتصف الليل، وبعد هذا الوقت، يكون الترفيه الوحيد المتاح هو الملاهي الليلية. يستمتع العديد من السياح بطرق الترفيه المختلفة، بدءاً من المطاعم في وقت مبكر من المساء، والانتقال إلى الحانات والمراقص الصغيرة حتى منتصف الليل، ثم تتبعها النوادي الليلية في أي مكان حتى الساعة 4 صباحًا.

يحب السياح مدينة إيتشميلار للتسوق وخاصة لشراء العلامات التجارية المزيفة والساعات، ولكن الأسعار ارتفعت في إيتشميلارفي السنوات الأخيرة، إلا أن المنتجع يواصل المنافسة بشكل إيجابي مع منتجع مرماريس المجاور، وهو مناسب بشكل خاص عند مقارنته بمنطقة اليورو.

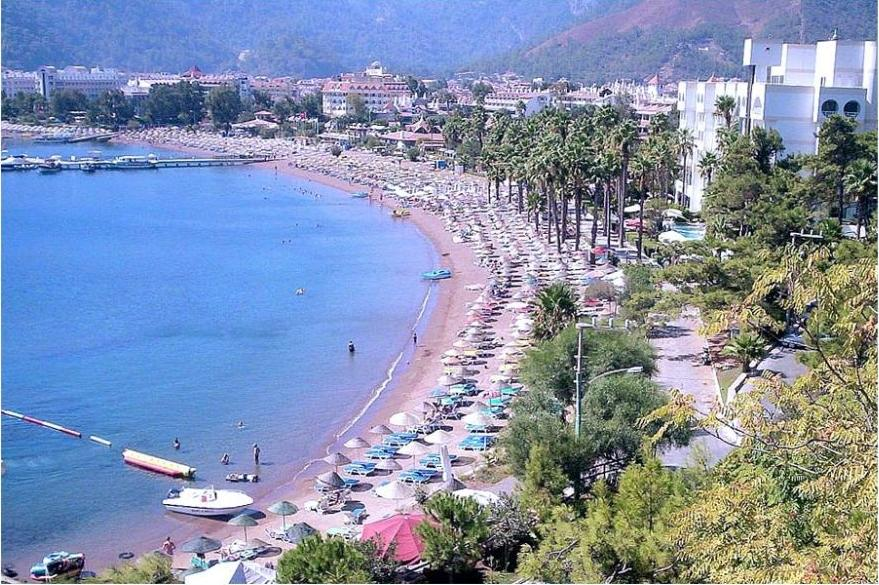
الفنادق على طول شاطئ إيتشميلار

## معرض الصور

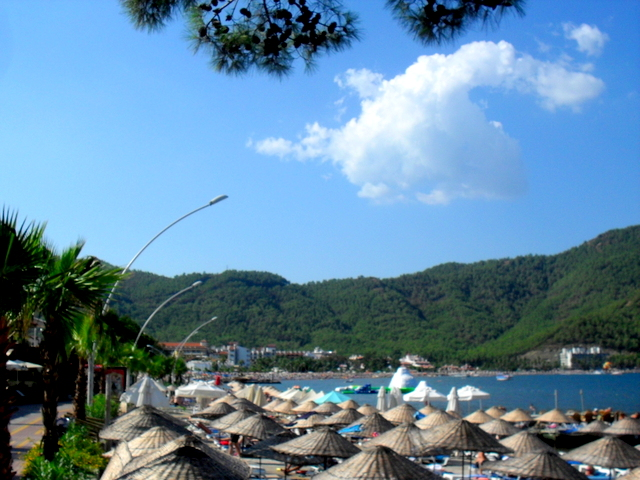
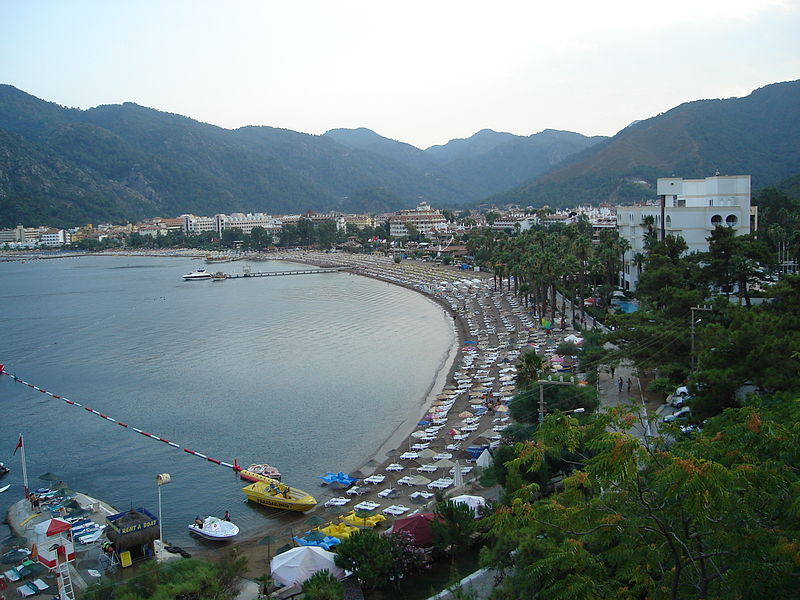
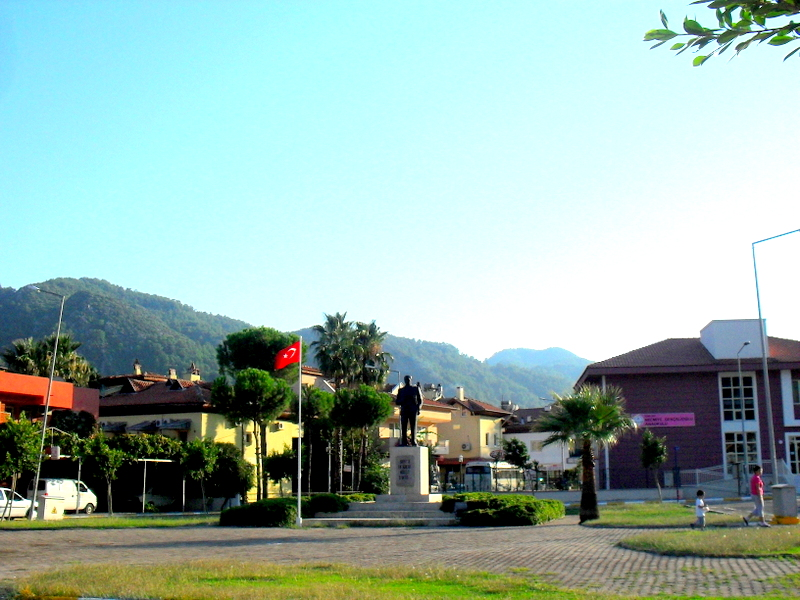
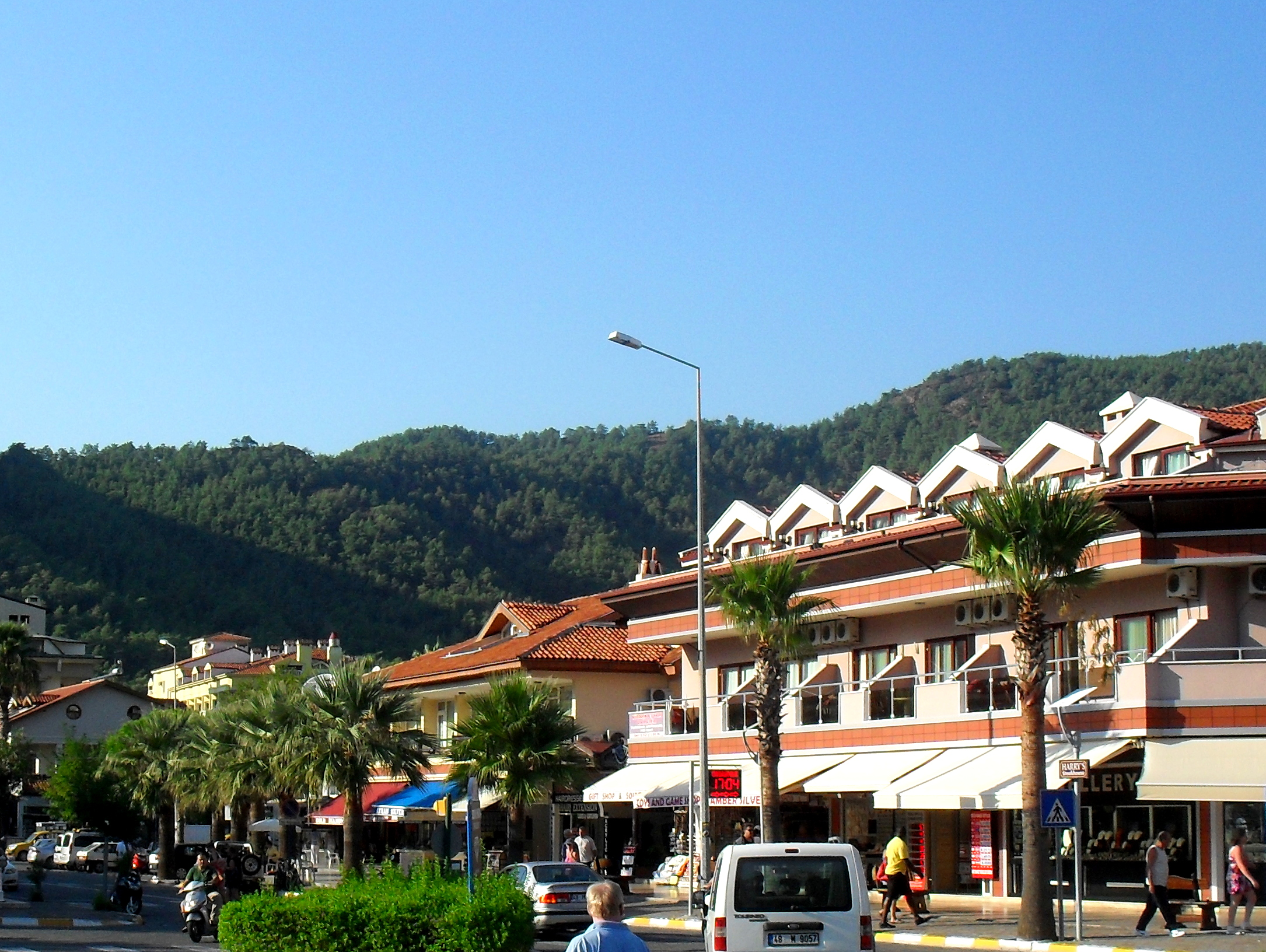
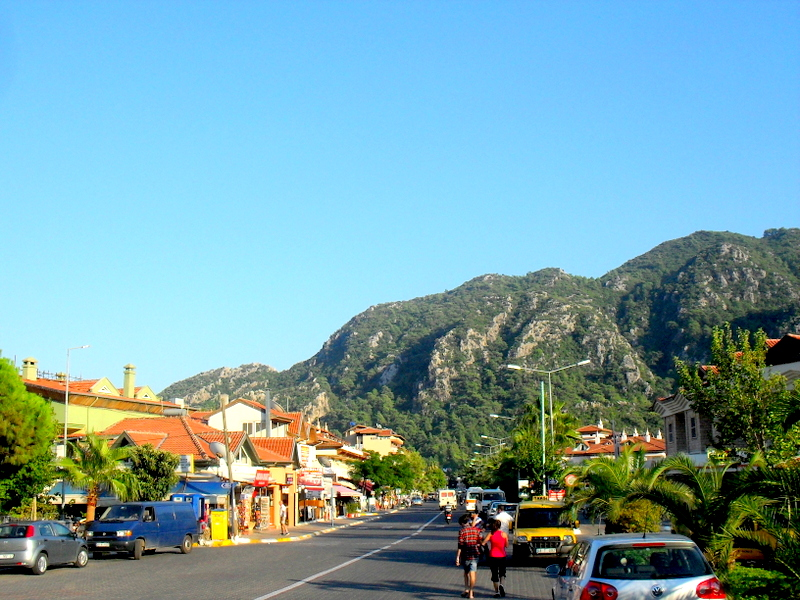
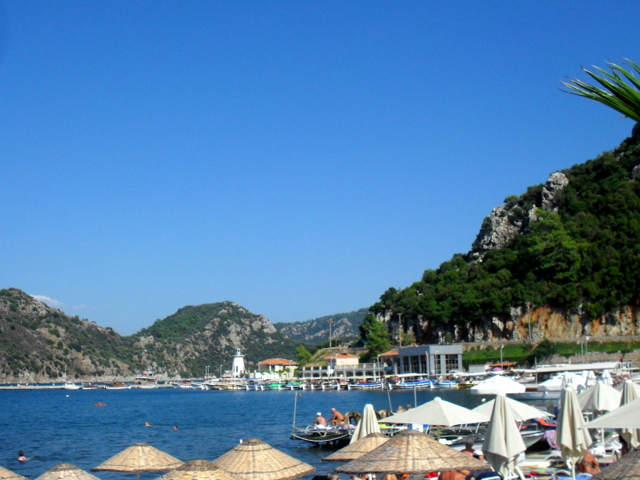
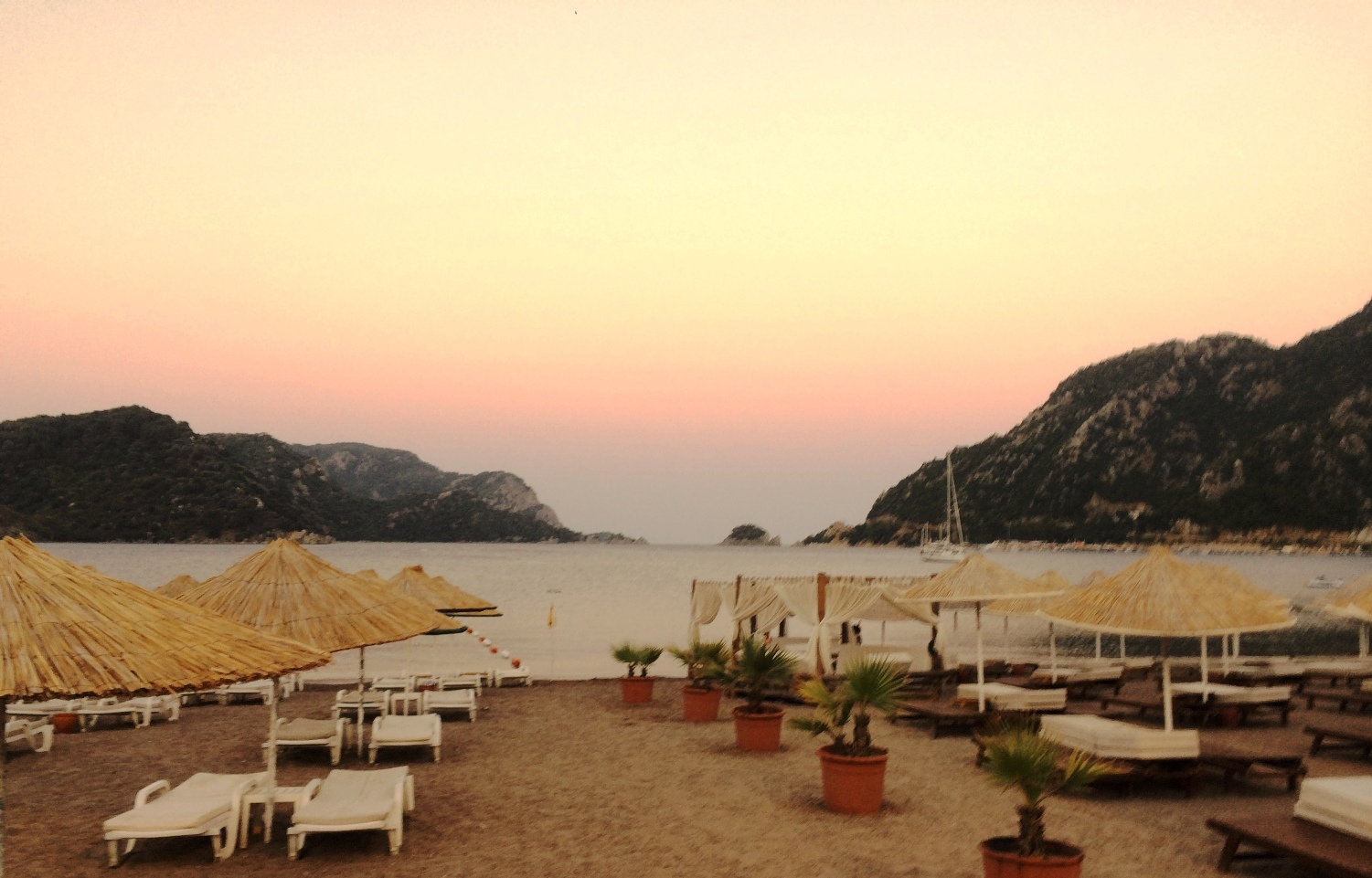
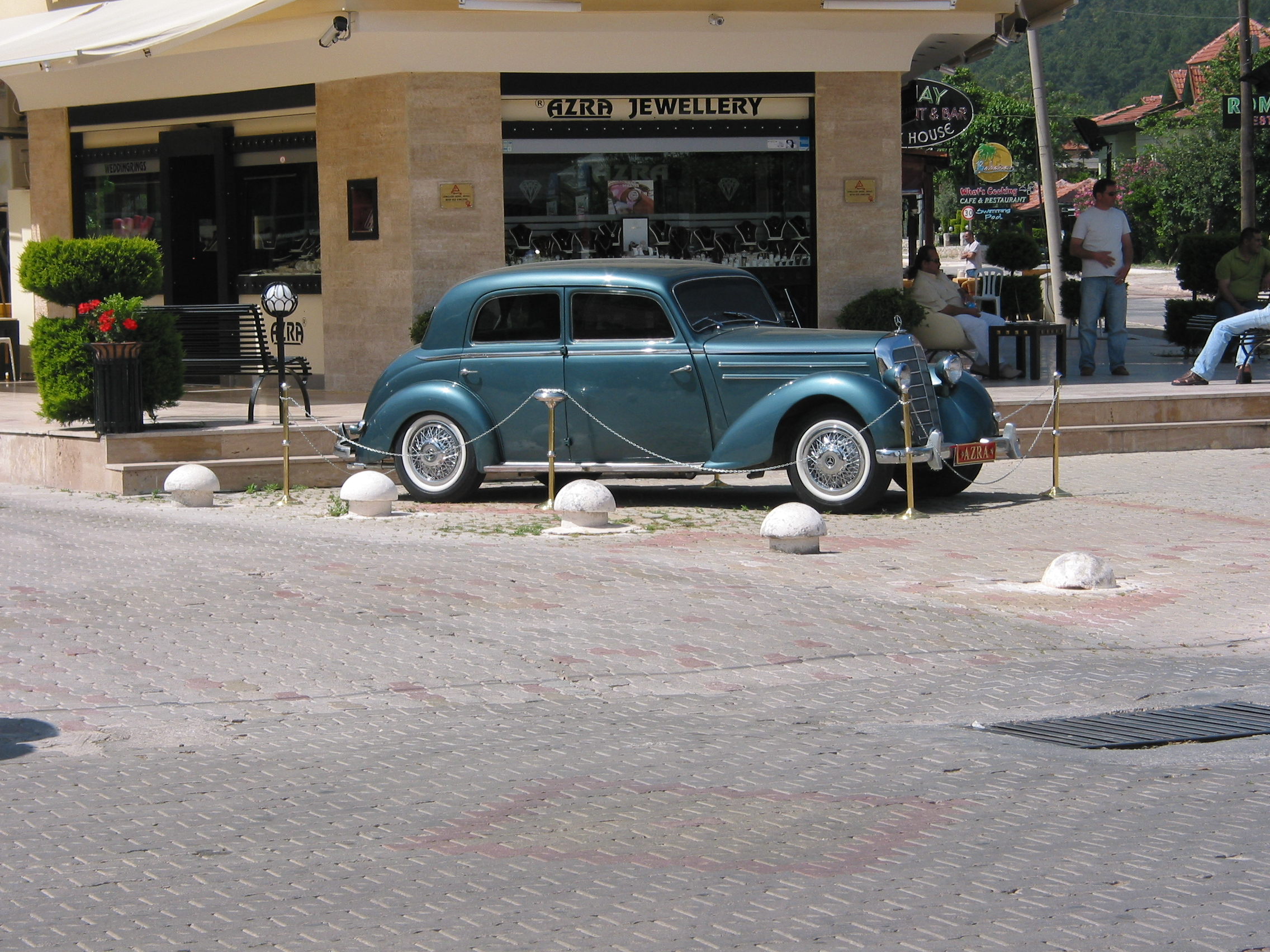
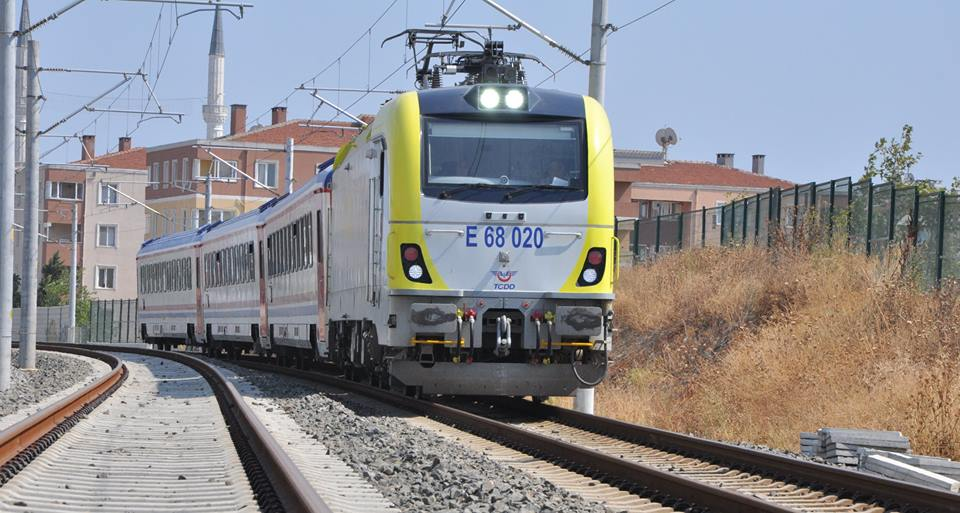
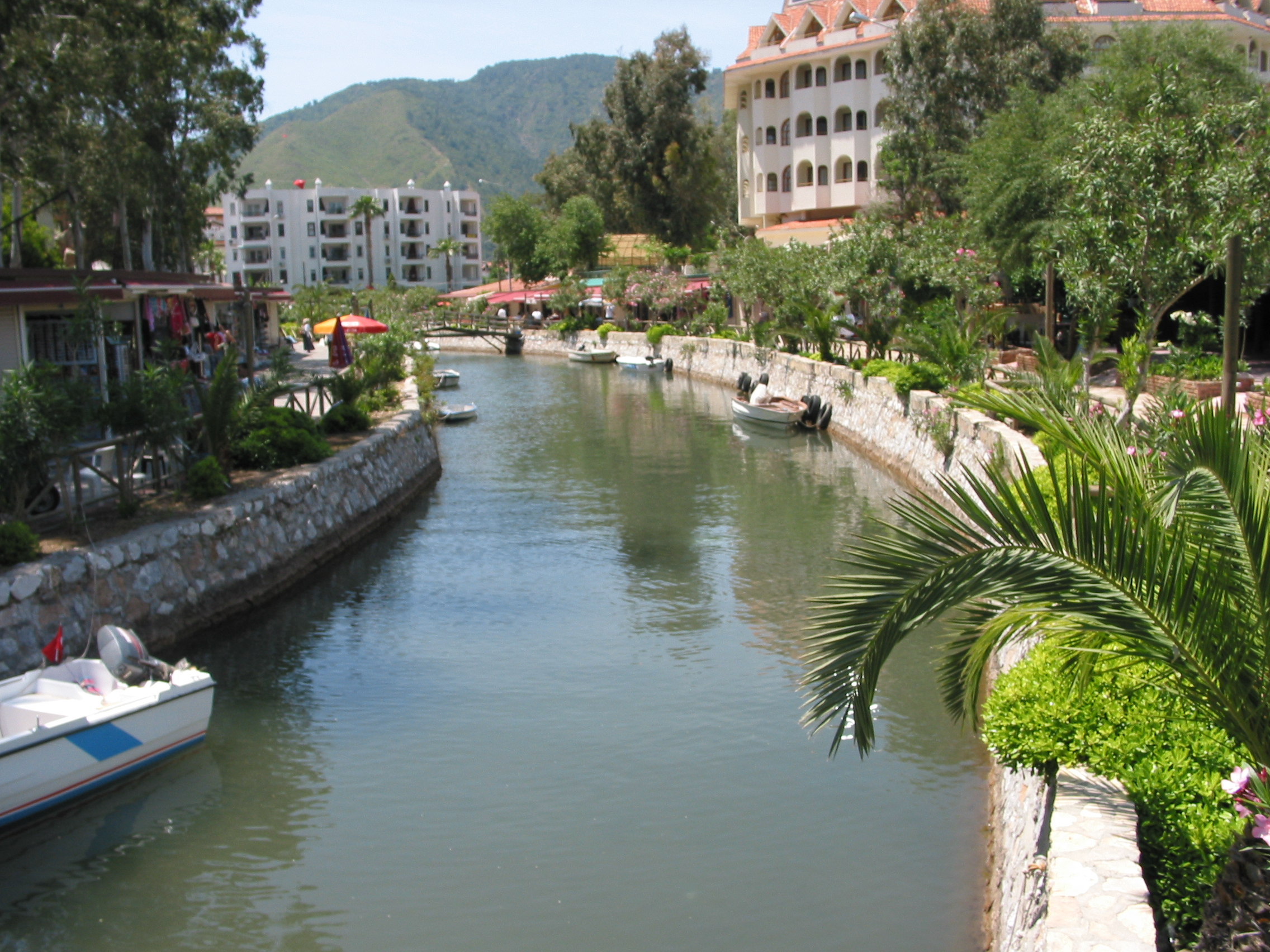